# Acquittement (droit)
Pour les articles homonymes, voir Acquittement.
L'acquittement est un verdict dans un procès pénal signifiant que le tribunal n'a pas pu prouver que l'accusé a commis l'infraction reprochée. 

## Description
Un acquittement est prononcé quand il n'y a pas eu d'infraction ou que les faits ne sont pas suffisamment établis. Il n'est donc pas nécessaire de prouver que le suspect n'a rien fait de répréhensible pour obtenir un acquittement. Dans le système juridique, le suspect est considéré comme innocent si sa culpabilité ne peut être prouvée légalement et de manière convaincante. Et dans la mesure où la culpabilité de la personne mise en cause n'a pas été prouvée, la présomption d'innocence posée par la loi n'est jamais renversée, et l'innocence affirmée par la loi demeure pleinement acquise.
En général, un suspect ne fait pas appel  d'un acquittement vu qu'il n'y a aucun intérêt. Le procureur (représentant le ministère public) peut le faire à moins que le délai d'appel ne soit expiré. 
L'acquittement ne doit pas être confondu avec le non-lieu de poursuites, notamment parce que l'infraction n'est pas punissable par la loi, ou qu'il existe un motif de justification, une annulation de dette ou une excuse, ce qui signifie qu'aucune peine ne peut être prononcée.

## France
En France, l'acquittement est un verdict réservé à la cour d'assises.